# Supper
Supper è il decimo album in studio del musicista statunitense Smog, pubblicato nel 2003.

## Tracce
1. Feather by Feather – 5:36
2. Butterflies Drowned in Wine – 4:37
3. Morality – 2:46
4. Ambition – 4:27
5. Vessel in Vain – 4:19
6. Truth Serum – 7:28
7. Our Anniversary – 6:17
8. Driving – 4:09
9. A Guiding Light – 3:49